# Alejandro Castro
Alejandro Castro Flores (ur. 27 marca 1987 w mieście Meksyk) – meksykański piłkarz występujący na pozycji środkowego pomocnika lub środkowego obrońcy, reprezentant Meksyku.

## Kariera klubowa
Castro pochodzi ze stołecznego miasta Meksyk i w wieku czternastu lat zaczął uczęszczać na treningi do akademii juniorskiej tamtejszego klubu Cruz Azul. Do seniorskiej drużyny został włączony jako osiemnastolatek przez szkoleniowca Rubéna Omara Romano i w meksykańskiej Primera División zadebiutował 26 listopada 2005 w zremisowanym 0:0 spotkaniu z Pachucą. Początkowo pełnił jednak wyłącznie rolę rezerwowego, sporadycznie pojawiając się na boiskach i częściej występując w drugoligowych rezerwach zespołu – Cruz Azul Hidalgo. W wiosennym sezonie Clausura 2008 wywalczył tytuł wicemistrza kraju i sukces ten powtórzył również pół roku później, podczas jesiennych rozgrywek Apertura 2008, niezmiennie pozostając jednak rezerwowym Cruz Azul. Premierowego gola w najwyższej klasie rozgrywkowej strzelił 13 grudnia 2009 w przegranym 1:2 finale ligi z Monterrey i w tym samym sezonie Apertura 2009 zdobył ze swoją ekipą kolejne wicemistrzostwo Meksyku. W tym samym roku dotarł także z Cruz Azul do finału najbardziej prestiżowych rozgrywek kontynentu – Ligi Mistrzów CONCACAF, sukces ten osiągając ponownie również w kolejnej edycji północnoamerykańskiej Ligi Mistrzów.
Wiosną 2012 – nie potrafiąc wywalczyć sobie miejsca w wyjściowym składzie Cruz Azul – Castro udał się na wypożyczenie do niżej notowanego zespołu Estudiantes Tecos z siedzibą w Guadalajarze. Tam spędził pół roku, mając pewną pozycję w pierwszej jedenastce, lecz na koniec rozgrywek 2011/2012 spadł z Tecos do drugiej ligi. Sam powrócił jednak do Cruz Azul, gdzie w przeciwieństwie do poprzedniego pobytu od razu został podstawowym graczem środka pola, współtworząc duet defensywnych pomocników z Gerardo Torrado. W sezonie Clausura 2013 zdobył ze swoim zespołem czwarte już wicemistrzostwo kraju, a także wywalczył puchar Meksyku – Copa MX. W 2014 roku, będąc kluczowym zawodnikiem drugiej linii, triumfował natomiast z Cruz Azul w Lidze Mistrzów CONCACAF, lecz bezpośrednio po tym stracił miejsce w pierwszym składzie. Kilka miesięcy później wziął udział w Klubowych Mistrzostwach Świata, gdzie zajął czwarte miejsce, nie notując żadnego występu.
W lipcu 2015 został wypożyczony do stołecznej ekipy Pumas UNAM, w której barwach od razu wywalczył sobie pewne miejsce w wyjściowym składzie. Już w pierwszym, jesiennym sezonie Apertura 2015 zdobył z nią tytuł wicemistrza kraju, a po roku został wykupiony przez zarząd Pumas na stałe.

## Kariera reprezentacyjna
W styczniu 2007 Castro został powołany przez szkoleniowca Jesúsa Ramíreza do reprezentacji Meksyku U-20 na Młodzieżowe Mistrzostwa Ameryki Północnej. Tam pozostawał jednak głównie rezerwowym swojej kadry i wystąpił w jednym z trzech możliwych spotkań, a jego drużyna wygrała swoją grupę. Pięć miesięcy później znalazł się w składzie na Mistrzostwa Świata U-20 w Kanadzie, gdzie jednak jego pozycja w zespole narodowym nie uległa zmianie – wciąż pełnił rolę głębokiego rezerwowego i pojawił się na boisku w jednym z pięciu meczów. Meksykanie odpadli ostatecznie z młodzieżowego mundialu w ćwierćfinale, przegrywając z późniejszym triumfatorem – Argentyną (0:1).
W 2013 roku Castro znalazł się w ogłoszonym przez selekcjonera José Manuela de la Torre składzie reprezentacji Meksyku na Złoty Puchar CONCACAF. Właśnie podczas tego turnieju zadebiutował w seniorskiej kadrze narodowej, 7 lipca 2013 w przegranym 1:2 spotkaniu fazy grupowej z Panamą, a do końca imprezy wystąpił we wszystkich możliwych pięciu konfrontacjach, będąc podstawowym graczem zespołu. Meksykańska kadra, złożona wówczas wyłącznie z graczy występujących w rodzimej lidze, odpadła natomiast z rozgrywek w półfinale, ponownie ulegając Panamie (1:2).

## Statystyki kariery

### Klubowe
| CA Hidalgo | 2007–2008 | Meksyk | Ascenso MX | 21  | 2  | — | — | —        | —  | — | 21  | 2  |
| CA Hidalgo | 2009–2010 | Meksyk | Ascenso MX | 14  | 3  | — | — | —        | —  | — | 14  | 3  |
| CA Hidalgo | 2010–2011 | Meksyk | Ascenso MX | 1   | 0  | — | — | —        | —  | — | 1   | 0  |
| CA Hidalgo | 2012–2013 | Meksyk | Ascenso MX | 1   | 0  | — | — | —        | —  | — | 1   | 0  |
| Cruz Azul  | 2005–2006 | Meksyk | Liga MX    | 1   | 0  | — | — | —        | —  | — | 1   | 0  |
| Cruz Azul  | 2006–2007 | Meksyk | Liga MX    | 0   | 0  | — | — | —        | —  | — | 0   | 0  |
| Cruz Azul  | 2007–2008 | Meksyk | Liga MX    | 1   | 0  | — | — | —        | —  | — | 1   | 0  |
| Cruz Azul  | 2008–2009 | Meksyk | Liga MX    | 7   | 0  | — | — | LMC      | 9  | 0 | 16  | 0  |
| Cruz Azul  | 2009–2010 | Meksyk | Liga MX    | 15  | 1  | — | — | LMC      | 11 | 0 | 26  | 1  |
| Cruz Azul  | 2010–2011 | Meksyk | Liga MX    | 23  | 2  | — | — | LMC      | 11 | 0 | 34  | 2  |
| Cruz Azul  | 2011–2012 | Meksyk | Liga MX    | 12  | 0  | — | — | —        | —  | — | 12  | 0  |
| UAG        | 2011–2012 | Meksyk | Liga MX    | 17  | 0  | — | — | —        | —  | — | 17  | 0  |
| Cruz Azul  | 2012–2013 | Meksyk | Liga MX    | 36  | 1  | 4 | 0 | —        | —  | — | 40  | 1  |
| Cruz Azul  | 2013–2014 | Meksyk | Liga MX    | 34  | 1  | — | — | LMC      | 9  | 0 | 43  | 1  |
| Cruz Azul  | 2014–2015 | Meksyk | Liga MX    | 7   | 0  | — | — | —        | —  | — | 7   | 0  |
| UNAM       | 2015–2016 | Meksyk | Liga MX    | 34  | 1  | — | — | CL       | 8  | 0 | 42  | 1  |
| UNAM       | 2016–2017 | Meksyk | Liga MX    | 0   | 0  | — | — | —        | —  | — | 0   | 0  |
| Ogółem     | Ogółem    | Ogółem | Ogółem     | 224 | 11 | 4 | 0 | LMC + CL | 48 | 0 | 276 | 11 |

Legenda:
- LMC – Liga Mistrzów CONCACAF
- CL – Copa Libertadores

### Reprezentacyjne
| Meksyk | Meksyk | 2013   | — | — | — | — | ZPC | 5 | 0 | 5 | 0 |
| Ogółem | Ogółem | Ogółem | 0 | 0 | — | — | ZPC | 5 | 0 | 5 | 0 |

Legenda:
- ZPC – Złoty Puchar CONCACAF